# Центральный административный округ (Назрань)
Центральный административный округ — один из четырёх административных округов города Назрань.
Территориально занимает центральную часть города и является самым большим из его округов. Здесь находятся здания городской власти, а также иные административные, образовательные и культурные учреждения, в том числе учреждения республиканского значения. Так, на территории округа расположены здания некоторых министерств Республики Ингушетия, Арбитражный суд Республики Ингушетия, Избирательная комиссия Республики Ингушетия, редакция газеты «Сердало», Ингушский государственный драматический театр имени И.Базоркина, Театр юного зрителя Республики Ингушетия и другие.

## География
Занимает северную и центральную части города Назрань. На юге граничит с Насыр-Кортским административным округом, на востоке — с Альтиевским АО.

Ближайшие населенные пункты: на востоке расположены сёла Барсуки и Гази-Юрт, на западе — сёла Кантышево и Долаково, на юго-востоке — село Экажево

## Население
| 2002    | 2006    | 2007    | 2008    | 2009    | 2010    | 2011    | 2012    |
| ------- | ------- | ------- | ------- | ------- | ------- | ------- | ------- |
| 55 134  | ↗58 009 | ↗59 272 | ↗60 556 | ↗62 331 | ↘59 522 | ↗60 077 | ↗62 586 |
| 2013    | 2014    | 2015    | 2016    | 2017    | 2018    | 2019    | 2020    |
| ↗64 652 | ↗66 366 | ↗68 255 | ↗71 184 | ↗72 911 | ↗73 904 | ↗74 925 | ↗76 507 |
| 2021    | 2023    | 2024    | 2025    |         |         |         |         |
| ↘71 058 | ↗71 710 | ↗72 975 | ↗73 990 |         |         |         |         |

## История
Центральный административный округ составляет собственно исторический населённый пункт Назрань, в отличие от других трёх округов — бывших соседних сёл.
Центральный муниципальный округ города Назрань был образован в 1995 году.
В 2009 году преобразован в Центральный административный округ.